# Queiriz
Queiriz is een plaats (freguesia) in de Portugese gemeente Fornos de Algodres en telt 293 inwoners (2001).